# Cnèmida

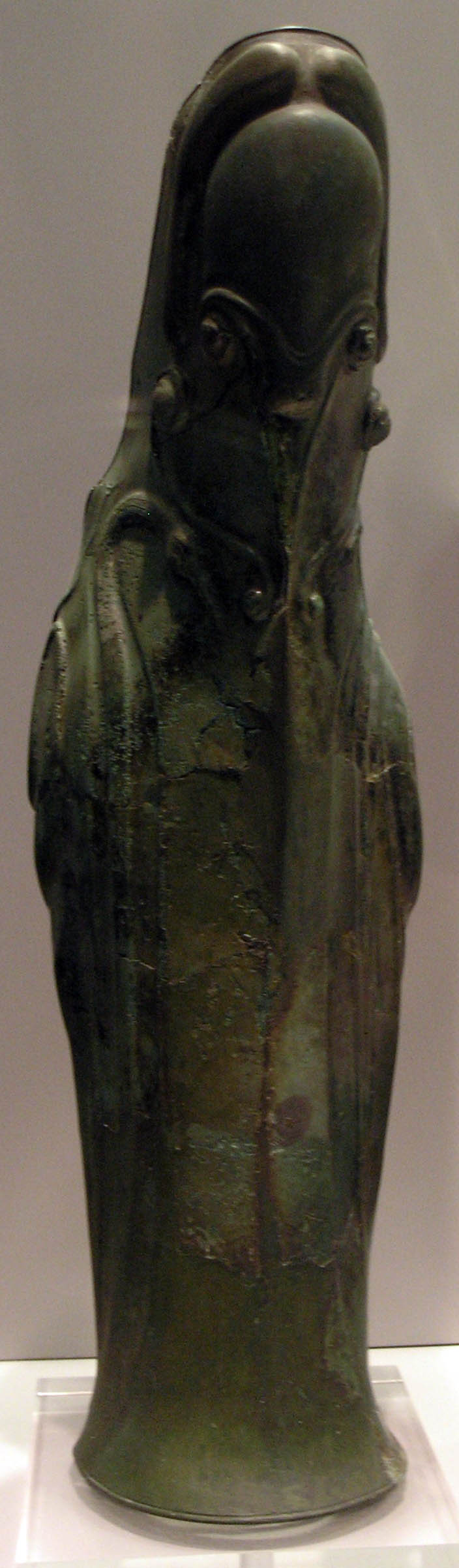
Cnèmida conservada al Museu Arqueològic Nacional d'Atenes.

Les cnèmides (grec antic knêmis) eren un element de protecció de la tíbia que es feien servir durant l'Antiguitat a Grècia.
Realitzades a partir de fulles de bronze martellejat i eventualment decorat, aquestes canyelleres eren manufacturades anatòmicament per a cada combatent. Adaptades a la seva morfologia, l'elasticitat del metall les mantenia al seu lloc al voltant de les cames i no necessitaven corretges per fixar-les. Destinades a protegir els tipus de soldat d'infanteria pesant com l'hoplita durant el combat cos a cos, les cnèmidas cobrien el conjunt de la part inferior de la cama, des de l'articulació del turmell fins a sota del genoll i completaven l'armament defensiu constituït per l'aspis, la cuirassa i el casc, no deixant, per tant, cap part del seu cos exposada a l'adversari.
Per als hoplites, ciutadans de les tres primeres classes censatàries d'Atenes, les cnèmides havien de ser adquirides com la resta de l'equipament per compte del combatent.
A l'edat mitjana, el seu paper va ser substituït per unes d'equivalents, però que rodejaven tota la cama: les gamberes.

## Galeria

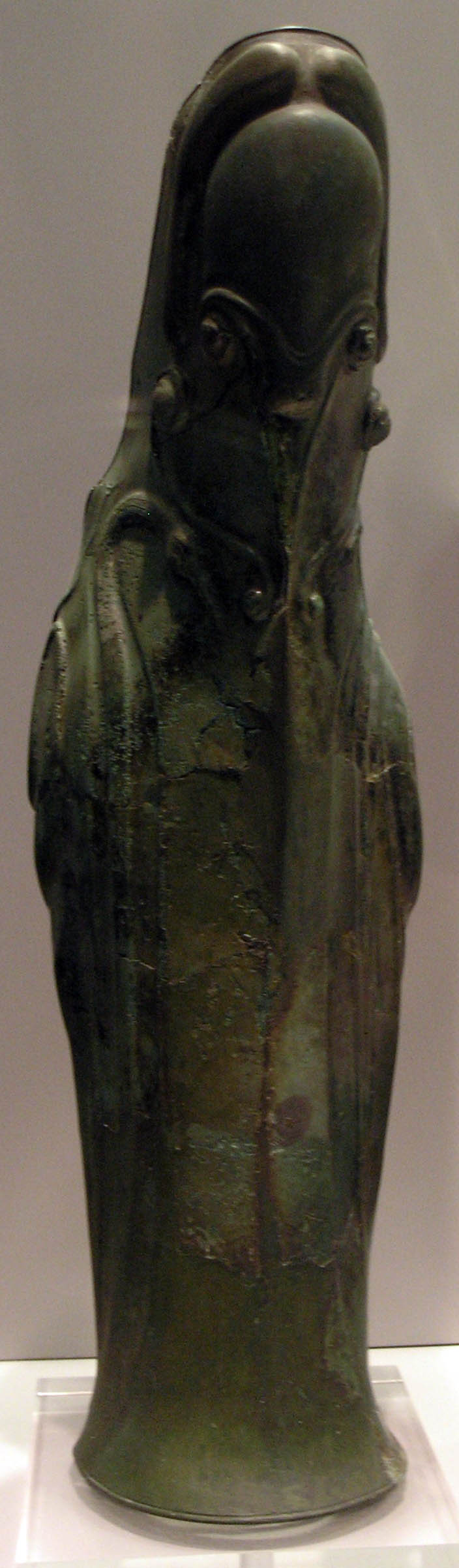
Cnèmida grega
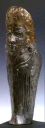
Cnèmida tràcia trobada a Romania

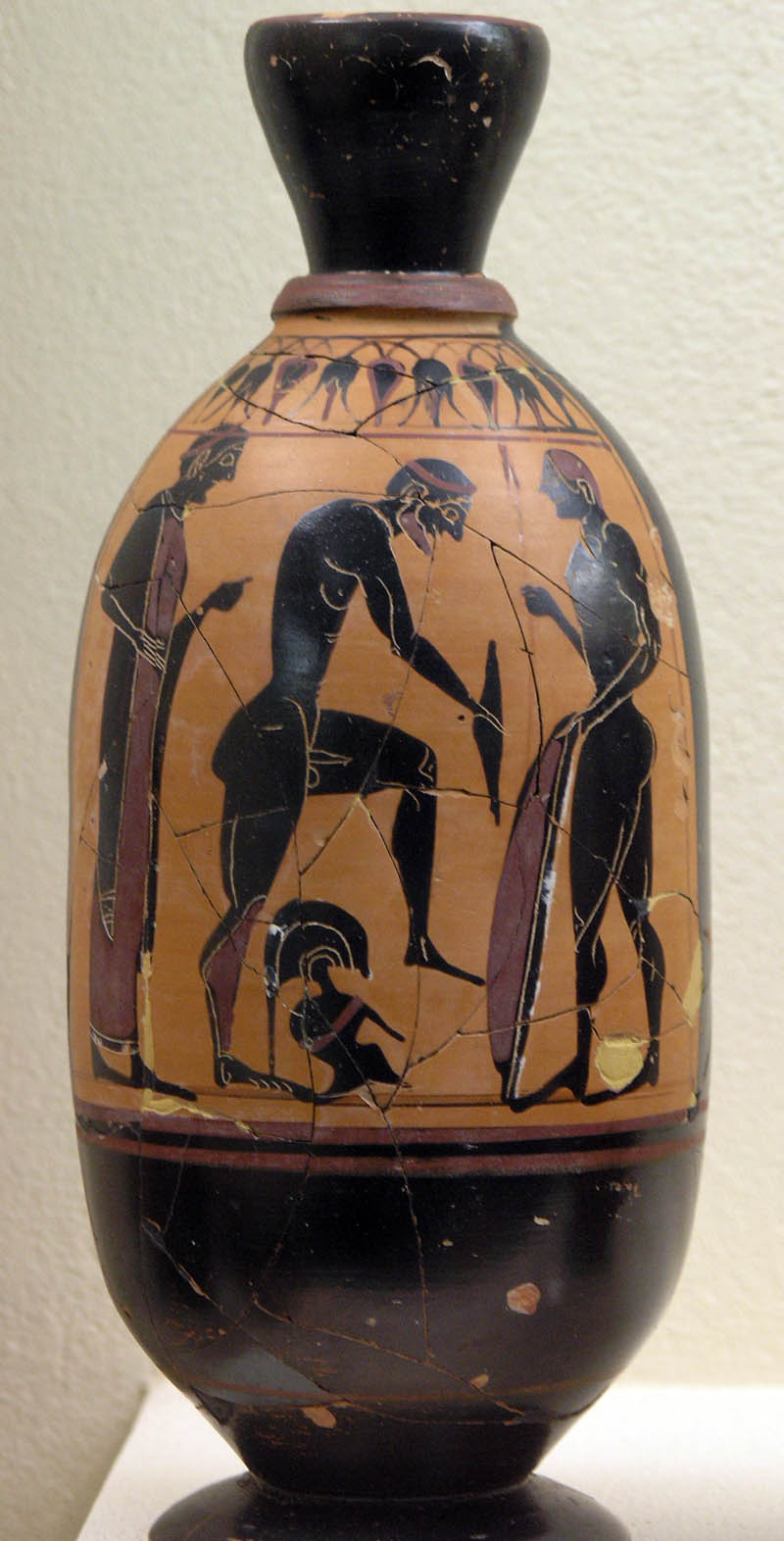
Guerrer calçant-se una cnèmida, Museu arqueològic del Ceràmic.

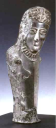
Cnèmida tràcia trobada a Romania